# Shawn Respert
Shawn Christopher Respert (Detroit, Míchigan; 6 de febrero de 1972) es un exjugador de baloncesto estadounidense que militó cuatro temporadas en la NBA y finalmente dos en Italia. Con 1,85 metros de estatura, jugaba en la posición de escolta.

## Trayectoria deportiva

### Universidad
Respert jugó al baloncesto en el Instituto Bishop Borgess antes de asistir a la Universidad de Míchigan, donde la camiseta con su dorsal fue retirada. Con Eric Snow formó una de las mejores parejas exteriores del país y fue seleccionado en el primer equipo del All-America y logró el premio al mejor jugador del año de la Big Ten Conference en su año sénior tras promediar 25.6 puntos en 28 partidos. La misma temporada también fue nombrado Jugador Defensivo del Año de la NCAA. En su exitosa etapa en los Spartans aportó 21.3 puntos, 3.5 rebotes y 2.5 asistencias en 119 partidos.

### Profesional
Portland Trail Blazers seleccionó a Respert en la 8.ª posición del Draft de la NBA de 1995, aunque posteriormente los Blazers traspasaron sus derechos a Milwaukee Bucks por los de Gary Trent. Jugó menos de una temporada y media en los Bucks donde su aportación fue escasa, y el 20 de febrero de 1997 fue traspasado a Toronto Raptors a cambio de Acie Earl. Un año después fue cortado por el equipo canadiense y firmó como agente libre con Dallas Mavericks, donde en 10 partidos promedió 8.2 puntos. En enero de 1999 fichó por Phoenix Suns, siendo cortado tras jugar 12 partidos. En octubre de 2000 firmó un contrato con Los Angeles Lakers, aunque no llegó a disputar ningún partido con ellos. A lo largo de su carrera en la NBA, Respert anotó 851 puntos en 172 encuentros.
Finalizó su carrera profesional en Italia, en el Adecco Milano (1999-2000) y en Fillattice Imola (2001-2002).

## Estadísticas de su carrera en la NBA

### Temporada regular
| Temporada | Edad | Equipo    | Liga | P   | TIT | MIN  | TC  | TCA | %TC  | 3P  | 3PA | %3P  | TL  | TLA | %TL   | R.OF. | R.DEF. | REB | ASIS | ROB | TAP | PER | FP  | PTS |
| 1995-96   | 23   | Milwaukee | NBA  | 62  | 0   | 13.6 | 1.8 | 4.7 | .387 | 0.7 | 2.0 | .344 | 0.6 | 0.7 | .833  | 0.5   | 0.7    | 1.2 | 1.1  | 0.5 | 0.1 | 0.7 | 1.1 | 4.9 |
| 1996-97   | 24   | TOTAL     | NBA  | 41  | 0   | 12.1 | 1.4 | 3.4 | .424 | 0.5 | 1.4 | .351 | 0.8 | 1.0 | .872  | 0.3   | 0.6    | 1.0 | 1.0  | 0.5 | 0.0 | 0.7 | 1.0 | 4.2 |
| 1996-97   | 24   | Milwaukee | NBA  | 14  | 0   | 5.9  | 0.4 | 1.4 | .316 | 0.1 | 0.6 | .111 | 0.5 | 0.5 | 1.000 | 0.2   | 0.3    | 0.5 | 0.6  | 0.0 | 0.0 | 0.6 | 0.4 | 1.4 |
| 1996-97   | 24   | Toronto   | NBA  | 27  | 0   | 15.3 | 2.0 | 4.4 | .442 | 0.7 | 1.8 | .396 | 1.0 | 1.2 | .844  | 0.4   | 0.8    | 1.2 | 1.2  | 0.7 | 0.1 | 0.8 | 1.3 | 5.6 |
| 1997-98   | 25   | TOTAL     | NBA  | 57  | 4   | 16.0 | 2.3 | 5.1 | .444 | 0.5 | 1.6 | .333 | 0.8 | 1.1 | .787  | 0.6   | 1.1    | 1.8 | 1.1  | 0.6 | 0.0 | 0.8 | 1.3 | 5.9 |
| 1997-98   | 25   | Toronto   | NBA  | 47  | 4   | 14.8 | 2.0 | 4.4 | .450 | 0.5 | 1.4 | .373 | 0.9 | 1.1 | .815  | 0.6   | 0.9    | 1.6 | 0.9  | 0.6 | 0.0 | 0.7 | 1.2 | 5.5 |
| 1997-98   | 25   | Dallas    | NBA  | 10  | 0   | 21.5 | 3.6 | 8.4 | .429 | 0.6 | 2.6 | .231 | 0.4 | 0.7 | .571  | 0.7   | 2.0    | 2.7 | 1.7  | 0.5 | 0.0 | 1.5 | 1.7 | 8.2 |
| 1998-99   | 26   | Phoenix   | NBA  | 12  | 1   | 8.3  | 1.1 | 3.0 | .361 | 0.3 | 1.1 | .308 | 0.6 | 0.8 | .700  | 0.2   | 0.9    | 1.1 | 0.7  | 0.4 | 0.0 | 0.4 | 0.8 | 3.1 |
| Carrera   |      |           | NBA  | 172 | 5   | 13.7 | 1.8 | 4.4 | .414 | 0.6 | 1.7 | .340 | 0.7 | 0.9 | .816  | 0.5   | 0.8    | 1.3 | 1.0  | 0.5 | 0.0 | 0.7 | 1.1 | 4.9 |

## Vida personal
Respert tuvo cáncer de estómago, aunque no lo confesó hasta 2005. No lo reconoció durante su carrera en la NBA ya que "no quería que fuera una excusa, incluso aunque fuera cáncer".
Respert fue director de Operaciones de Baloncesto en la Universidad de Rice. Actualmente es el director de Desarrollo de Jugadores de la liga menor de la NBA, la NBA Development League.